# Henryk Ignacy Łubieński
Henryk Konstanty Marian Ignacy Łubieński herbu Pomian (ur. 25 maja 1901, zm. 17 lipca 1960) – polski dziennikarz, publicysta, hrabia, oficer kawalerii Wojska Polskiego.

## Życiorys
Był synem Tadeusza i Marii Chościak-Popiel h. Sulima (1879–1944), bratem Witolda (1898–1920), Tadeusza Ignacego (1899–1961), Alfreda, Marii Ignacji Antoniny, Konstantego i  Elżbiety Marii Ignacji (1916–2009). Ukończył Gimnazjum św. Jacka w Krakowie. Walczył podczas wojny w 1920. W okresie międzywojennym pracował jako korespondent wileńskiego „Słowa” w Berlinie. Na stopień podporucznika został mianowany ze starszeństwem z 1 grudnia 1920 w korpusie oficerów rezerwy kawalerii. W 1934 posiadał przydział w rezerwie do 5 Pułku Strzelców Konnych w Tarnowie. Na stopień porucznika został mianowany ze starszeństwem z 19 marca 1939 i 32. lokatą w korpusie oficerów rezerwy kawalerii.
Przed wybuchem II wojny zbiegł przez Danię do Francji, gdzie zgłosił się podobnie jak brat Alfred do dywizji gen. Bronisława Prugar-Ketlinga. Po kampanii 1940 działał we francuskim ruchu oporu, organizował kanał przerzutowy przez Pireneje dla Polaków udających się tą drogą do jednostek polskich organizowanych w Anglii. Działał również na terenie Algierii. Później został attaché prasowym rządu londyńskiego w Madrycie. Po wojnie pozostał na Zachodzie.
Był dwukrotnie żonaty: od 18 czerwca 1930 z Krystyną Młodecką (1913–1973), z którą miał syna Jerzego Henryka (1931–2006); od 14 czerwca 1947 z Martą Biskupską h. Rawicz (1918–1999), z którą miał córkę Monikę Martę (ur. 1949).

## Ordery i odznaczenia
- Krzyż Kawalerski Orderu Odrodzenia Polski (11 listopada 1934)[4]
- Krzyż Walecznych (dwukrotnie)[5]

## Publikacje
- Droga na wschód Rzymu, Warszawa 1932.